# Sparrowhawk (Oklahoma)
Sparrowhawk est une census-designated place du comté de Cherokee, dans l'État d'Oklahoma, aux États-Unis. En 2020, elle compte une population de 202 habitants.